# Amedzofe (Gana)
Amedzofe é um assentamento ao sul de Hohoe na região montanhosa do Hohoe (distrito municipal) do Região do Volta de Gana. Desempenhou um papel no século XIX Guerras anglo-axante. A Escola de Formação Amedzofe foi construída em 1880 por missionários alemães.
Está a uma altitude de 677 metros (2224 pés).